# Vladimir Ibler
Vladimir Ibler, hrvaški pravnik in akademik, * 25. junij 1913, Zagreb, † 30. april 2015, Zagreb.
Ibler je bil predavatelj mednarodnega prava na Pravni fakulteti v Zagrebu in član Hrvaške akademije znanosti in umetnosti.